# Pozlovice
Pozlovice là một chợ huyện thuộc huyện Zlín, vùng Zlínský, Cộng hòa Séc.